# Дирик-фал

Фали гафельного шлюпа: дирик-фал, прикріплений до стропа (позначений цифрою 3), і гафель-гардель (позначений цифрою 2). Цифрою 1 позначений фал стакселя.

Ди́рик-фал, де́рик-фал (від англ. derrick — «вантажна стріла» або нім. Dirk — «гіка-топенант») — снасть рухомого такелажу, яка служить для утримання на необхідній висоті нока гафеля. Разом з гафель-гарделем утримує гафель на потрібній висоті і під потрібним кутом. Залежно від способу кріплення дирик-фал може кріпитися як безпосередньо до нока гафеля, так і до блока, закріпленого на стропі, що з'єднує п'яту і нок. Аналогічна снасть рей називається топенантом.